# Antonio Migliorati
Antonio Migliorati (Amandola, 17 de enero de 1355-25 de enero de 1450) fue un agustino italiano. La Iglesia católica lo venera como beato desde 1759.

## Biografía
Nació de una humilde familia campesina, en la zona montañosa de Amandola, en las laderas de Castel Manardo, en la abadía benedictina de los Santos Vicente y Anastasio. La reputación de santidad de Nicolás de Tolentino lo atrajo a unirse a los agustinos de Amandola. Después de profesar sus votos y completar sus estudios, fue ordenado sacerdote hacia 1380. Hacia los treinta años estuvo en Tolentino, como sacristán de la tumba de San Nicolás, permaneciendo allí durante 12 años. En 1397 pasó a Puglia, tal vez como predicador o incluso como devoto del santo de Bari. Volviendo a Amandola, a principios del siglo XV, fue varias veces prior del convento de Sant'Agostino, que logró ampliar.

## Culto
En 1453 su cuerpo, sacado del sepulcro común de los frailes, fue colocado en un arca de madera sobre un altar, titulado en su nombre. En 1641 se colocó en un sarcófago de madera, reemplazado en 1897 por uno de mármol.  El 11 de julio de 1759 el papa Clemente XIII adscribió a Antonio en el número de beatos, reconociendo su culto desde tiempos inmemoriales.  Escrito por las tropas francesas en 1798, el papa León XIII concedió una indulgencia plenaria a los visitantes de su santuario el 20 de abril de 1890.